# Крушение поезда на мосту Гасконейд
Крушение поезда на мосту Гасконейд — железнодорожная катастрофа, произошедшая 1 ноября 1855 года в городе Гасконейд, штат Миссури. Мост Гасконейд рухнул под паровозом, тянущим пассажирский поезд, в результате чего погибло более 30 человек. Катастрофа стала первым в истории США обрушением крупного железнодорожного моста.

## История
В 1850-е годы к западу от Сент-Луиса велось строительство Тихоокеанской железной дороги, которая должна была стать началом первой трансконтинентальной железной дороги. Проект возглавлял сенатор Томас Харт Бентон из Миссури. Строительство железной дороги началось 4 июля 1851 года, и два года спустя она достигла Кирквуда. К 1855 году железная дорога была протянута до Джефферсон-Сити. Железнодорожный мост в Гасконейде, 230-метровая деревянная конструкция, перекинутая через реку Гасконейд, не был достроен, железнодорожный путь поддерживался временными опорами.

## Катастрофа
В 9 утра 1 ноября 1855 года, в сильный дождь, из центра Сент-Луиса отправился первый поезд, перевозивший около 600 приглашенных гостей и высокопоставленных лиц, включая Генри Шуто, члена семьи основателей Сент-Луиса. Состав из 14 вагонов, включая один багажный, тянул паровоз «Миссури». Отъезду предшествовали праздничные мероприятия. Главным машинистом был Томас О’Салливан. Он подумывал остановиться, чтобы проверить мост Гасконейд, но поскольку поезд отставал от графика, решил этого не делать. Уверенности в прочности моста придавал тот факт, что накануне по нему проехал поезд с гравием. Кроме того, перед поездом мост пересёк паровоз без вагонов в качестве финальной проверки. Также для снижения веса и увеличения скорости на промежуточной станции от поезда отцепили три вагона.
Примерно в 13:30, когда поезд въехал на мост, пролет между восточным берегом и первой опорой обрушился. Паровоз и семь вагонов провалились сквозь деревянные балки, а остальные, благодаря тормозному кондуктору Рэдклифу, просто скатились с 11-метровой насыпи к реке, и, к счастью, не попали в воду. На путях остался только один вагон. Паровоз опрокинулся назад и упал на первый пассажирский вагон, в котором находились многие высокопоставленные лица. Тридцать один человек погиб (по более поздним подсчетам погибло до 43 человек), включая Генри Шуто, Томаса О’Салливана и многих других видных граждан Сент-Луиса. Газеты назвали имена 136 пострадавших, но предположили, что помимо них было ранено около 200 человек.
Среди пассажиров поезда было много известных людей, в том числе Вашингтон Кинг, мэр Сент-Луиса, тяжело ранен; Мэдисон Миллер, мэр Каронделета, тяжело ранен); президент компании из Сент-Луиса, осуществлявшей перевозки на омнибусах, Эрастус Уэллс, не пострадал; а также банкиры, судьи, представители законодательного собрания штата и их друзья и дети. В поезде было всего две женщины. Среди травм упоминались порезы, царапины, синяки, «почерневшие лица» (предположительно от ушибов), а иногда и сломанные конечности.

## Расследование
Руководство железной дороги организовало расследование причин аварии.
По проекту мост Гасконейд представлял собой ферменную конструкцию из шести пролетов: два по 40 м, два по 43 м и два по 28 м — установленных на пяти каменных опорах и устоях высотой 10 м. Временные опоры, поддерживавшие железнодорожный путь на время возведения основной конструкции, были укреплены для прохождения поезда и испытаны с использованием тяжелых вагонов с гравием. Комиссия установила, что опоры имели общепринятую конструкцию и состояли из трех-четырех столбов, вбитых в русло реки. Голову опоры удерживали продольные балки, на которые монтировались доски полотна, а затем шпалы и рельсы. Опоры были скреплены двухдюймовыми дубовыми штифтами. Их стабилизировали с помощью диагональных досок. Штатные каменные к моменту катастрофы были достроены, за них отвечала фирма Saler, Schulenburg & Co. Временные деревянные опоры были установлены с интервалом 4,5 м, за них отвечала фирма Stone, Boomer & Co. из Чикаго, «люди с большим опытом строительства мостов на Западе».
Расследование показало, что конструкция эстакады должна была выдерживать вес поезда на малой скорости (4 мили в час). Машинисту было указано ускориться на повороте перед мостом, а затем сбавить скорость и двигаться по инерции. Путь, ведущий к устою, была проложена недавно и имел неровности. Хотя машинист утверждал, что скорость поезда составляла 5 миль/ч, очевидцы оценили её от 15 до 30 миль/ч. Причиной аварии комиссия назвала превышение скорости. Джулиус У. Адамс, главный инженер железной дороги Лексингтона и Дэнвилла, высказал мнение, что чрезмерная скорость и неровность пути стали причиной схода локомотива с рельсов на первом пролёте моста, в результате чего был поврежден настил. Были обнаружены сломанные пополам детали настила.
В отчете о расследовании, опубликованном New York Times, было изложено альтернативное мнение Дариуса Ханкинса, подрядчика на объекте. Он посчитал, что временная конструкция не обладала достаточной прочностью, и конкретно указал на слишком большой интервал в 4,5 м между опорами, тогда как в других случаях их ставили на расстоянии 3 м.

## Реакция
Кондуктор поезда пытался послать телеграмму с просьбой о помощи в соседний город Германн, но ливень вывел из строя телеграфные линии, и первые известия о катастрофе достигли Сент-Луиса только в 8 часов вечера, примерно через 7 часов после обрушения моста. В некоторых сообщениях говорится, что телеграф не работал из-за плохой погоды; в других — что на линии вообще не было телеграфа. Новость об аварии доставил в Сент-Луис пароход.
В газете Missouri Republican от 2 ноября 1855 года были опубликованы статьи как о первом рейсе Тихоокеанской железной дороги, так и о последовавшей за этим трагедии. Первая статья заканчивалась словами: «Как мало мы знаем, что может принести будущий час! Едва были написаны предыдущие абзацы, как пришли сообщения о страшной катастрофе при попытке пересечь мост Гасконейд. Позже мы получили печальные подробности, которые подробно описаны в следующей статье». Во второй статье были перечислены имена погибших и тяжело раненых. Тех, кто получил менее серьезные ранения, газета не называла. Список раненых появился несколько дней спустя.
Германн был конечной станцией Тихоокеанской железной дороги до открытия участка до Джефферсон-Сити. В Германне был сформирован спасательный поезд из имевшихся на станции локомотива и вагонов. Выжившие и работавшие на мосту строители пытались освободить тех, кто оказался под завалами. Тела погибших складывали в товарный вагон. Спасательный поезд покинул место крушения с ранеными и погибшими около 17 часов того же дня.
Опасения по поводу дальнейшего обрушения моста из-за высокого уровня воды и половодья задержали возвращение в Сент-Луис. Когда поезд проезжал по мосту Бёф-Крик к востоку от Нью-Хейвена, штат Миссури, временный мост просел на 30 см. Дождь продолжался в течение всего дня, хотя в момент аварии он на некоторое время прекратился.
На обратном пути в Сент-Луис спасательный поезд был остановлен из-за разлива Бёф-Крик. Мост через водный поток находился под угрозой обрушения. Выжившие, способные самостоятельно передвигаться, пересекли мост пешком и сели на другой поезд на противоположном берегу. Затем поездная бригада начала вручную толкать вагоны через мост, но уже под первым мост рухнул. Вагоны с ранеными и погибшими остались на стороне Нью-Хейвена. Те, кто перешел мост пешком, добрались до Сент-Луиса около полуночи, их было около 150 человек, включая от 30 до 40 раненых.
Тяжело раненые и погибшие были перевезены из Нью-Хейвена на пароме в Вашингтон, штат Миссури, и на следующий день прибыли в Сент-Луис на поезде. Остальные пострадавшие остались в Германне и Вашингтоне. Железная дорога приостановила движение к западу от Вашингтона до тех пор, пока не будут отремонтированы или заменены мосты. Город Сент-Луис был закрыт на время похорон. В Сент-Луисе 12 погибших похоронены на кладбище Белльфонтен, 6 — на кладбище Калвари (включая Генри Шуто) и несколько человек похоронены на старом Уэслианском кладбище .
Некоторые полагают, Тихоокеанская железная дорога вела строительство недобросовестно. Руководство надеялось, что поездка до Джефферсон-Сити убедит законодательный орган штата выделить дополнительные средства. Тихоокеанская железная дорога финансировалась частным образом, но для её финансирования требовалось, чтобы государство гарантировало облигации железной дороги.
Помимо моста через Бёф-Крик, во время непогоды обрушились мосты через реки Моро и Луз-Крик (между Гасконейдом и Джефферсон-Сити). Утверждения о некачественном строительстве получили дополнительные основания. Железнодорожная компания отметила, что из 60 мостов между Сент-Луисом и Джефферсон-Сити 50 были достроены, причем те, что обрушились, входили в число 10 незаконченных.
Газеты сообщали и о других сомнительных фактах. У некоторых жертв на месте крушения пропали ценные вещи. Жители Германна обвинялись в отказе в оказании помощи выжившим и раненым. Тем, кто оставался на месте крушения ночью, на следующее утро в Германе отказали в помощи. С некоторых требовали завышенную плату за товары и услуги. В качестве временного госпиталя использовался отель «Леймер» в Германе. Одновременно отмечалось гостеприимство ирландцев из города Миллерс-Лэндинг (Нью-Хейвен с 1856 года). На следующий день после катастрофы мародеры забрали всё ценное с места крушения. Уцелевшие вагоны, а также локомотив и тендер, были доставлены на пароме в Джефферсон-Сити.
Первый поезд Тихоокеанской железной дороги прибыл в Джефферсон-Сити четыре месяца спустя, но план сделать Сент-Луис отправной точкой трансконтинентальной железной дороги не увенчался успехом. В 1869 году в Промонтори-Саммите, штат Юта, было завершено строительство первой трансконтинентальной железной дороги, протянувшейся от Сан-Франциско до Чикаго. В 1867 году Pacific Railroad была переименована в Missouri Pacific, а в 1982 году стала частью Union Pacific.
В 1861 году мост через реку Гасконейд был сожжен в ходе конфликта с сепаратистами в первые дни Гражданской войны. Губернатор Клэйборн Джексон и генерал Стерлинг Прайс приказали сжечь железнодорожные мосты 11 июня, когда покидали отель Planter’s House в Сент-Луисе, где встречались с генералом Натаниэлем Лайоном. Так они хотели задержать преследование Лайона, но тот использовал пароход. Мост через реку Осейдж также был сожжен. В итоге судьба штата Миссури решалась в битве при Бунвилле.